# Carlo Domeniconi
Carlo Domeniconi (Cesena, 1947) è un chitarrista e compositore italiano conosciuto come concertista internazionale con repertorio classico e jazz.
Nasce a Cesena e riceve la sua prima istruzione da Carmen Lenzi Mozzani all'età di 13 anni. A 17 anni si diploma al conservatorio di Pesaro.
Nel 1966, Domeniconi lascia l'Italia per trasferirsi a Berlino Ovest, dove studia composizione all'Università della Musica, la futura Università delle Arti. Successivamente lavora all'università per 20 anni come professore.
Più tardi Domeniconi visita la Turchia e rimane affascinato dalla sua cultura e dalla sua gente. Lì avvia il dipartimento per chitarra al conservatorio di Istanbul e sviluppa uno stile compositivo che riflettesse l'influenza del folklore musicale locale.
Domeniconi forse è meglio conosciuto per il suo pezzo Koyunbaba, scritto nel 1985.
Il nome, letteralmente, significa "pastore", ma allude anche a molti altri significati, come, ad esempio, al nome di un mistico del XIII secolo, in odore di santità, la cui tomba è decorata con pezzi di stoffa colorata dagli abitanti dei vicini villaggi, che invocano il suo aiuto in caso di problemi di famiglia.
"Koyunbaba" è il nome della famiglia dei suoi discendenti che ancora risiedono nell'area, ma è anche il nome di una regione arida e selvaggia della Turchia sud orientale.
Secondo leggende locali, l'area sarebbe maledetta: le persone che avessero tentato di affittare o comprare la terra dalla famiglia Koyunbaba sarebbero morte o colpite da malattia.
Domeniconi si è riferito a due esempi specifici: uno era quello di una donna tedesca che voleva conservare l'area nel suo stato incontaminato, che fu presto colpita da un cancro. L'altro era quello di uno dei tre figli della famiglia Koyunbaba, che vendette all'improvviso una parte della terra, ma si suicidò per impiccagione.

## Composizioni
- Concerto di Berlinbul - Koyunbaba (1991) cover program
- Sindbad - Ein Märchen für Gitarre (kr 1001, Kreuzberg Records)
mp3: Return to Baghdad
- To Play or not to play (kr 5004, Kreuzberg Records)
- Watermusic (Carlo Domeniconi & Silvia Ocougne) (kr 1002, Kreuzberg Records)
- Robin Hood suite
- Movement in Circles, Chamber Music 1989-1995 (kr 10019, Kreuzberg Records)
- El trino del Diablo (kr 1004, Kreuzberg Records)
- Selected Works I (met 1001, Co-production: edition ex tempore, Berlin &  HOMA dream, Japan)
- Selected Works II (met 1002, Co-production: edition ex tempore, Berlin &  HOMA dream, Japan Archiviato il 27 settembre 2007 in Internet Archive.)

## Pubblicazioni
- Carlo Domeniconi - Berlinbul Concerto - Doppelkonzert für Saz, Gitarre und Orchester, op. 29 da edition ex tempore, Berlino
- Carlo Domeniconi - Suite Pittoresca - Für Bassklarinette, Gitarre und Streichorchester da edition ex tempore, Berlino